# デュゲイ＝トルーアン (トゥールヴィル級駆逐艦)
デュゲイ＝トルーアン（フランス語：Duguay-Trouin, D 611）は、フランス海軍のトゥールヴィル級駆逐艦2番艦。艦名はルネ・デュゲイ＝トルーアン（fr:René Duguay-Trouin）に由来し、この名を受け継いだフランス軍艦としては8代目にあたる。

## 艦歴
「デュゲイ＝トルーアン」は、DCNロリアン工廠で建造され1971年2月25日に起工、1973年6月1日に進水、1975年9月17日に就役する。
現役間にサン・マロと命名都市の関係を結ぶ。
1999年7月13日に退役する。